# Coventry
Coventry ou, raramente nas suas formas portuguesas, Convêntria ou Covêntria é uma cidade e distrito metropolitano do Reino Unido, na região de West Midlands. Com uma população de 305.000 (estimativa de 2006) é a oitava maior cidade inglesa e a décima primeira do Reino Unido. Após Birmingham é a segunda maior cidade de Midlands por população. Está localizada a 153 km ao noroeste de Londres e 30 km a leste de Birmingham, Coventry é famosa por ser sede da fabricante de automóveis Jaguar.